# エクソシストを堕とせない
『エクソシストを堕とせない』（エクソシストをおとせない）は、原作：有馬あるま、作画：フカヤマますくによる日本の漫画作品。ウェブコミック配信サイト『少年ジャンプ+』（集英社）にて、2021年12月15日より連載中。

## 沿革
2021年12月15日に『少年ジャンプ+』にて連載を開始。2022年5月には、公式PVを公開。同年9月6日に『少年ジャンプ+』の当時連載中の作品とリクルートがコラボレートし、Webショートムービーを配信。作品は同サイトの人気作の全10タイトルが選出され、本作も参加している。

## あらすじ

### Chapter0（1話～3話）
最強のエクソシストであり、「サタンを倒すために生まれてきた」16歳の少年である神父は、18歳の画家である愛月イムリを守るために日本にやってくる。神父は、イムリを狙う悪魔たちと戦うことになるが、イムリとの出会いによってその心に恋と希望を抱いていく。

### Chapter1：強欲編（4話～9話）
神父とイムリが水族館に到着し、シャチショーを見ているとカラスが神父に語り掛けてくる「3年ぶりだな、お前がどれだけ男らしくなったか見せてもらうぜ」するとシャチはそのカラスを口の中に入れた、突然シャチが暴走。神父は「隠す気もない魔王の力」と言っているシャチが暴れ出し民間人は大混乱シャチがガラスを突き破り民間人を襲う、だが神父の「葦の海の軌跡」で全員を救った。
次の日神父がイムリに自分が魔王マモンに狙われていると告げる。（前回のシャチショー事件もマモンのせいである）マモンは神父に招待状を渡し、神父を呼んだそして神父とイムリはマモンのもとへ向かう。

## 登場人物
声の項は公式PVの声優。
神父
声 - 斉藤壮馬
本作の主人公。エクソシスト（祓魔師）である16歳の少年。名前は不明。捨て子として拾われた後、エクソシストとして育てられサタンをも倒す最強のエクソシストへと成長したが、その代償は高く虐待と同じような苛烈な訓練を経験した。神への信仰に身を投じ、悪魔との戦いにも危険を顧みず挑むが、繊細な内面を備え、生きることによる苦悩を抱える。この苦悩に対し、「恋とは何か」を知りたがる。イムリと同居する。
　能力「奇跡の拡大解釈」　そこらの聖人の奇跡も、神の奇跡も自分のものとして扱える
愛月イムリ
声 - 高橋李依
18歳の画家。神父との同居生活で神父に対しやすらぎや楽しさを与えるが、その正体は魔王サタンが極秘に神父の元に送り込んだ悪魔リリン（サキュバスの原種）である。サタンの命令によって神父を恋に堕とそうとするが、他の悪魔から必死になって自分を守る神父の姿を見ており、神父にとって敵となるか味方となるか定かではない。
レア
声　未定
明るい女性の金髪シスター。嫉妬編では海の別荘で神父VSレア、バーバラでイムリお世話対決を持ち出してきたりもする。神父のことが好きなような描写が多い。
過去　昔はドイツ北部の田舎で暮らしておりレアが五歳の時に弟「レオ」が生まれる。親は弟の世話があり、レアに構うことができなかった。レアは弟に嫉妬し家を出ていくそして家から少し離れた大木の下にいつもいるおじさん（暴食の魔王ベルゼブル）に会いに行き楽しそうにベルゼブルと話していた。ベルゼブルは術式のせいでレアたちが住んでいる村に入れず誰かから許可をもらわないと入れないようになっていると告げるそしてレアはベルゼブルに「入っていいよ」と言うベルゼブルはそのまま村に入ってゆく。すると村の住人がどんどん駆逐されていくそれを見てレアは困惑する「なに、それ、みんなは？おかしいよ、こんなの」そして母親、父親、弟までも殺されてしまうレアはベルゼブルの術式の中で10日も何も食べていない。するとレアの前にとても美味しそうなステーキが現れるレアはそれをどんどん食べていった。しかしステーキはレアの幻覚で、本当は弟「レオ」の死骸だったその後レアはエクソシストに救助されてベルゼブブに復讐するためにエクソシストに祈願。シスターとなった。
能力　「疑似天使の錬金術」　もとから奇跡を持っていないレアは自分から疑似的な奇跡を生み出した。だが、本来の器でないため体では破壊と再生が繰り返されている。その命と引き換えの活動時間は「５分間」

## 作風
ライターの成馬零一によると、「色欲」が大きく扱われている本作は、「恋」が少年にとって祝福となるか呪いとなるか問いかけており、それが最大のテーマである。主人公は「神父」や「少年」と呼ばれ、名前が登場しないことについては伏線かもしれないが、「彼の人間性が阻害されていることを表しているようにも見える」のだという。

## 評価
本作は、次にくるマンガ大賞2022のWebマンガ部門にて第9位に選出された。
ライターの成馬零一によると、本作は「登場人物の頭身は低く、記号性が強調された造形となって」おり、「かわいらしいキャラクター」が「太い線で描かれ」ている点が印象に残るという。背景の線が抑制され、躍動感が備わり、「どのコマも一枚絵として完成度がとても高い」といい、特に悪魔と対決するシーンでは「大ゴマを駆使したダイナミックなコマ運び」で描かれ、「画力が存分に発揮されている」と評している。
漫画ウォッチャーの小原良平は本作を「漫画好き以外の一般層に広く知られた作品とは言い難い」が、「バトル漫画としても、恋愛漫画としても読み応えがあり」、「尖った物語性」と作画が魅力であると評している。

## 書誌情報
- 有馬あるま（原作）、フカヤマますく（作画）『エクソシストを堕とせない』集英社〈ジャンプ・コミックス〉、既刊12巻（2025年8月4日現在）
  1. 2022年5月2日発売[8]、ISBN 978-4-08-883138-1
  2. 2022年7月4日発売[9]、ISBN 978-4-08-883174-9
  3. 2022年10月4日発売[10]、ISBN 978-4-08-883266-1
  4. 2023年2月3日発売[11]、ISBN 978-4-08-883375-0
  5. 2023年6月2日発売[12]、ISBN 978-4-08-883517-4
  6. 2023年9月4日発売[13]、ISBN 978-4-08-883637-9
  7. 2024年1月4日発売[14]、ISBN 978-4-08-883779-6
  8. 2024年6月4日発売[15]、ISBN 978-4-08-884030-7
  9. 2024年9月4日発売[16]、ISBN 978-4-08-884179-3
  10. 2025年1月4日発売[17]、ISBN 978-4-08-884331-5
  11. 2025年4月4日発売[18]、ISBN 978-4-08-884461-9
  12. 2025年8月4日発売[19]、ISBN 978-4-08-884617-0